# Kim Min-jae
Kim Min-jae (Hangul: 김민재; Hanja: 金玟哉; pronunție în coreeană [kim.min.d͡ʑɛ]; n. 15 noiembrie 1996, Tongyeong⁠(d), Coreea de Sud) este un fotbalist sud-coreean, care joacă pe post de fundaș central la Bayern în Bundesliga. Pe plan internațional, are prezențe la națională pentru Coreea de Sud, Coreea de Sud U23⁠(d) și Coreea de Sud U20⁠(d).

## Carieră

### Gyeongju KHNP
Kim sa alăturat clubului semi-profesional, Gyeongju KHNP, pe 1 iulie 2016 și a participat în Liga Națională a Coreei de la jumătatea sezonului 2016. Kim a jucat 15 meciuri pentru KHNP până la sfârșitul sezonului regulat, conducând echipa sa în play-off.

### Jeonbuk Hyundai Motors
Pe 22 decembrie 2016, Kim s-a alăturat clubului din K League, Jeonbuk Hyundai Motors, printr-un transfer gratuit. Managerul Jeonbuk, Choi Kang-hee, și-a exprimat așteptările față de el în timpul cantonamentelor de pre-sezon din Dubai și l-a folosit ca jucător cheie încă de la început.

### Beijing Guoan
Pe 29 ianuarie 2019, Kim s-a transferat la Beijing Sinobo Guoan. Cu performanța sa defensivă impresionantă, Kim a continuat să joace un rol esențial în finalul sezonului 2019.

### Fenerbahçe
Kim s-a transferat la Fenerbahçe pe 16 august 2021 cu o taxă de transfer de 3 milioane de euro și a semnat un contract pe 4 ani.

### Napoli
Pe 27 iulie 2022, Kim a semnat cu clubul din Serie A, Napoli, pentru o sumă raportată de 18,05 milioane de euro, fiind adus pentru a-l înlocui pe Kalidou Koulibaly, care a fost transferat la Chelsea. A fost numit jucătorul lunii septembrie 2022 din Serie A.